# Замок Барнадерг
Замок Барнадерг (англ. Barnaderg; ірл. Bearna Dhearg) — розташований в селі Барнадерг, графство Голвей (провінція Коннахт), що в Ірландії.
Побудований в XVI ст. кланом О'Келлі.